# Вербичі
Ве́рбичі — село в Україні, у Ріпкинській селищній громаді Чернігівського району Чернігівської області. Населення становить 566 осіб. До 2020 орган місцевого самоврядування — Вербицька сільська рада.

## Історія
Точна дата чи період заснування села залишаються нез'ясованими, найраніші свідчення про Вербичі походять з 1640-их рр.. Тоді село було на території ланових наділів.
27 травня 1657 р. гетьман Богдан Хмельницький своїм Універсалом відновив права військового товариша Павла Ярмултовського на село ним втрачене під час Національно-визвольної війни: «приворочаемъ село его власное, Вербичи названное». А 1667 р. Павло Ярмултовський отримав «випис» з Чернігівської «съезжей избы» від стольника Кирила Хлопова на володіння Вербичами. Старожили села на час проведення Генерального слідства про маєтності у 1729—1730 рр. ще пам'ятали, що П. Ярмултовський після «лядської війни» одружився зі шляхтянкою, спадкоємицею Вербич, а 1657 р. отримав універсал Б. Хмельницького. Проте, 2 березня 1670 р. гетьман Дем'ян Многогрішний, підтверджуючи права на Вербичі вдові Мар'яні Ярмултовській, згадує «славной памяти небожчика Павла Ярмолтовского» та «власніе его ґрунта отческіе». Підтвердні універсали на Вербичі: полковника Якова Лизогуба — обивательці чернігівській Мар'яні Ярмултовській, датованого 27 жовтня 1687 р., гетьмана Івана Мазепи — Марії Ярмултовській та її онукові Павлові Ворошилі, синові зятя Петра Ворошили, датованого 11 вересня 1688 р., а також Павлові Ворошилі «въ подтвержденіе его владетельныхъ правъ», датованого 2 серпня 1697 р.. 1 січня 1709 р. Іван Скоропадський надав підтвердний універсал осиротілим дітям покійного Павла Ворошили та їх опікунці пані Івановій Забіліній. На час проведення Генерального слідства про маєтності Вербичами володів зять Ворошили значковий товариш Яків Іллін.
1764 р. вже згадується як окрема «слобода Вербицкая», у якій 1767 р. — «приезжій дворикъ» райці Чернігівського магістрату Івана Санковського, уступленому тестем Юхимом Йозефовичем 25 березня 1753 р..
За ревізією 1782 р. у Вербичах мешкало козаків: виборних — 53 особи чоловічої статі та 58 жіночої, підпомічників — 3 і 3 відповідно.
В часи Російської імперії було державним та власницьким селом. Станом на 1885 р. у селі мешкало 600 осіб та налічувалося 98 дворів. Входило до складу Ріпицької волості — історичної адміністративно-територіальної одиниці Городнянського повіту Чернігівської губернії з центром у містечку Ріпки.
Село прославилось також тим, що в центрі села проводили кулачні бої.
12 червня 2020 року, відповідно до розпорядження Кабінету Міністрів України № 730-р «Про визначення адміністративних центрів та затвердження територій територіальних громад Чернігівської області», увійшло до складу Ріпкинської селищної громади.
19 липня 2020 року, в результаті адміністративно - територіальної реформи та ліквідації Ріпкинського району, село увійшло до складу Чернігівського району Чернігівської області.

## Населення
Згідно з переписом УРСР 1989 року чисельність наявного населення села становила 671 особа, з яких 291 чоловік та 380 жінок.
За переписом населення України 2001 року в селі мешкала 561 особа.

### Мова
Розподіл населення за рідною мовою за даними перепису 2001 року:
| Мова            | Кількість | Відсоток |
| --------------- | --------- | -------- |
| українська      | 531       | 93.82%   |
| російська       | 34        | 6.01%    |
| інші/не вказали | 1         | 0.17%    |
| Усього          | 566       | 100%     |

## Економіка
- Селянське (фермерське) господарство «Крокус», що спеціалізується на вирощуванні зернових та технічних культур[9].

## Інфраструктура

### Освіта
У селі працює одна школа — Вербицька загальноосвітня школа І-ІІІ ступенів, де навчаються 78 учнів (директор Самойлович Анатолій Михайлович).